# جایزه امی ساعات پربیننده برای بهترین بازیگر مکمل مرد در مجموعه تلویزیونی درام
جایزه امی ساعات پربیننده بهترین بازیگر مکمل مرد در مجموعه تلویزیونی درام یکی از جوایز امی ساعات پربیننده است که هرساله توسط آکادمی علوم و هنرهای تلویزیون (اِی‌تی‌اِی‌اِس) به بازیگری که از سوی هیئت داوران به‌عنوان بهترین بازیگر مکمل مرد در مجموعه تلویزیونی درام صنعت تلویزیون شناخته شده‌است، اهدا می‌شود.
در ششمین دوره جوایز امی ساعات پربیننده که در سال ۱۹۵۴ برگزار شد، آرت کارنی برای نقش‌آفرینی در جکی گلیسون شو اولین برنده این جایزه شد. در سال‌های ۱۹۶۰ و ۱۹۶۵، در این دسته جایزه‌ای اهدا نشد، زیرا دسته‌ها با قالب سنتی سال‌های دیگر متفاوت بودند. به‌دنبال ۲۲مین دوره جوایز امی ساعات پربیننده، بازیگران مکمل مرد درام به‌تنهایی با یکدیگر رقابت کردند. با این حال، درمیان نامزدهای این دسته علاوه‌بر بازیگران مجموعه‌های درام، بازیگران فیلم‌های تلویزیونی، سریال‌های کوتاه و بازیگران مهمان قرار داشتند؛ در سال‌های بعد، این بازیگران به‌طور جداگانه در دسته‌های متفاوت نامزد شدند.
از زمان شروع مراسم، این جایزه به دست ۶۴ بازیگر رسیده‌است. پیتر دینکلیج با چهار جایزه، بهترین عملکرد را نسبت به دیگر بازیگران داشته‌است. بعد از او آرت کارنی، دان ناتز و آرون پال — پال همچنین بیشترین دریافت‌کننده این جایزه از زمان جدایی دسته‌ها است — هرکدام با سه جایزه بیشتر از هر بازیگر دیگری برنده این جایزه شده‌اند. مجموعه‌های تلویزیونی بازی تاج‌وتخت، قانون لس آنجلس و بال غربی هرکدام مجموعاً با چهار جایزه، بیشترین جایزه را در این دسته دریافت کرده‌اند.

## برنده‌ها و نامزدهای چندین جایزه
| بردها | بازیگر           | نامزدی‌ها |
| ----- | ---------------- | -------- |
| ۴     | پیتر دینکلیج     | ۸        |
| ۳     | آرت کارنی        | ۴        |
| ۳     | دان ناتز         | ۳        |
| ۳     | آرون پال         | ۵        |
| ۲     | مایکل کنراد      | ۴        |
| ۲     | لری دریک         | ۳        |
| ۲     | استوارت مارگولین | ۲        |
| ۲     | ری والستن        | ۳        |
| ۲     | کارل راینر       | ۴        |

| نامزدی‌ها | بازیگر          |
| -------- | --------------- |
| ۸        | پیتر دینکلیج    |
| ۶        | جاناتان بنکس    |
| ۶        | اد بیگلی. جی آر |
| ۶        | ویل گیر         |
| ۶        | جیمی اسمیتس     |
| ۶        | بروس وایتز      |
| ۵        | ویلیام فرالی    |
| ۵        | مایکل امپریولی  |
| ۵        | آرون پال        |
| ۵        | ویلیام شاتنر    |
| ۵        | جان اسپنسر      |
| ۵        | نوآ وایل        |
| ۴        | جیمز برولین     |
| ۴        | تیموتی بوسفیلد  |
| ۴        | آرت کارنی       |
| ۴        | جیم کارتر       |
| ۴        | مایکل کنراد     |
| ۴        | ریچارد دیسارت   |
| ۴        | هکتور الیزوندو  |
| ۴        | مایکل امرسون    |
| ۴        | جان هیلرمن      |
| ۴        | مایکل کلی       |
| ۴        | مندی پتینکین    |
| ۴        | کارل راینر      |
| ۴        | جان اسلتری      |
| ۴        | دین استاکول     |
| ۴        | برادلی وایتفورد |

## مجموعه‌های برنده چندین جایزه
| بردها | مجموعه          | نامزدی‌ها |
| ----- | --------------- | -------- |
| ۴     | بازی تاج‌وتخت    | ۱۲       |
| ۴     | قانون لس آنجلس  | ۱۵       |
| ۴     | بال غربی        | ۱۴       |
| ۳     | اندی گریفیت شو  | ۳        |
| ۳     | بریکینگ بد      | ۷        |
| ۳     | بلوز خیابان هیل | ۱۶       |
| ۳     | حصار چوبی       | ۵        |
| ۲     | ساعت سزار       | ۳        |
| ۲     | جکی گلیسون شو   | ۳        |
| ۲     | دود اسلحه       | ۳        |
| ۲     | لاست            | ۸        |
| ۲     | کارآگاه راکفورد | ۶        |
| ۲     | سوپرانوز        | ۹        |

| نامزدی‌ها | بازیگر                   |
| -------- | ------------------------ |
| ۱۶       | بلوز خیابان هیل          |
| ۱۵       | قانون لس آنجلس           |
| ۱۴       | بال غربی                 |
| ۱۲       | بازی تاج‌وتخت             |
| ۹        | سوپرانوز                 |
| ۸        | بخش فوریت‌های پزشکی       |
| ۸        | لاست                     |
| ۷        | بریکینگ بد               |
| ۷        | خیابان السور             |
| ۶        | بهتره با ساول تماس بگیری |
| ۶        | بوستون لیگال             |
| ۶        | لو گرانت                 |
| ۶        | کارآگاه راکفورد          |
| ۶        | خانواده والتون           |